# هربرت آدمسكي
هربرت آدمسكي (بالألمانية: Herbert Adamski)‏ هو مجدف ألماني، ولد في 30 أبريل 1910 في برلين في ألمانيا، وتوفي في 11 أغسطس 1941 في الاتحاد السوفيتي.

## وصلات خارجية
- هربرت آدمسكي على موقع الاتحاد الدولي للتجديف (الإنجليزية)
- هربرت آدمسكي على موقع اللجنة الأولمبية الدولية (الإنجليزية)
- هربرت آدمسكي على موقع أوليمبيديا (الإنجليزية)